# Kaiserlicher Rat
Kaiserlicher Rat war ein im Heiligen Römischen Reich vom Kaiser sowie bis 1918 vom Kaiser von Österreich verliehener Ehrentitel. Er war nicht an ein bestimmtes Amt geknüpft, sondern diente zur persönlichen Auszeichnung des Trägers. Er ist daher zu unterscheiden von den Titeln Kaiserlicher Staatsrat, Kaiserlicher Konferenzrat, Kaiserlicher Geheimer Rat, Kaiserlicher Reichshofrat und Kaiserlicher Hofrat.
Ausgezeichnet wurden zur Zeit Karls VI. beispielsweise Leibärzte und Sekretäre. 1718 erhielten die fränkischen Ritterhauptleute und Ritterräte den Titel würkliche Kayserliche Räthe.
Ein bekannterer Träger des Titels war Johann Caspar Goethe, den Kaiser Karl VII. 1742 für eine Gegenleistung von etwa 300 Gulden zum Wirklichen Kaiserlichen Rat ernannte.
Gegen Ende der Habsburgermonarchie war der Titel nur mehr von geringer Bedeutung; er wurde an Kanzleibeamte und Angehörige freier Berufe vergeben und entsprach dem Rang eines Hauptmanns.
1919 erklärte die Republik Österreich durch § 3 des Adelsaufhebungsgesetzes den Titel Kaiserlicher Rat für aufgehoben und untersagte seine Führung.